# أندرسون ايمانويل
أندرسون ايمانويل (بالإسبانية: Anderson Emanuel) (9 أبريل 1996 في أنغولا - ) هو لاعب كرة قدم إسباني في مركز جناح ‏. لعب مع ديبورتيفو ألافيس.

## وصلات خارجية
- أندرسون ايمانويل على موقع قاعدة بيانات كرة القدم.إي يو (الإنجليزية)
- أندرسون ايمانويل على موقع ناشيونال فوتبول تيمز (الإنجليزية)
- أندرسون ايمانويل على موقع Soccerway.com (الإنجليزية)